# Gaithersburg
Gaithersburg je město ve Spojených státech amerických. Nachází se v okrese Montgomery County ve státě Maryland. Ve městě žije  obyvatel a jeho rozloha činí . V Marylandu je třetím nejlidnatějším městem.
Město bylo založeno roku 1802. Sousedními obcemi sídla jsou Montgomery Village, Rockville a Washington Grove. Své sídlo zde má společnost Novavax a také zde sídlí Národní institut standardů a technologie.
Významnými zaměstnavateli  ve městě jsou mj. společnosti AstraZeneca a IBM. Městem procházejí silnice Interstate 270, Interstate 370, Maryland Route 200 a Maryland Route 355. Převládá zde vlhké subtropické podnebí.

## Rodáci
- Jessica Watkinsová (* 1988) – americká astronautka
- Shane McMahon (* 1970) – americký podnikatel